# Tisora d'esporgar

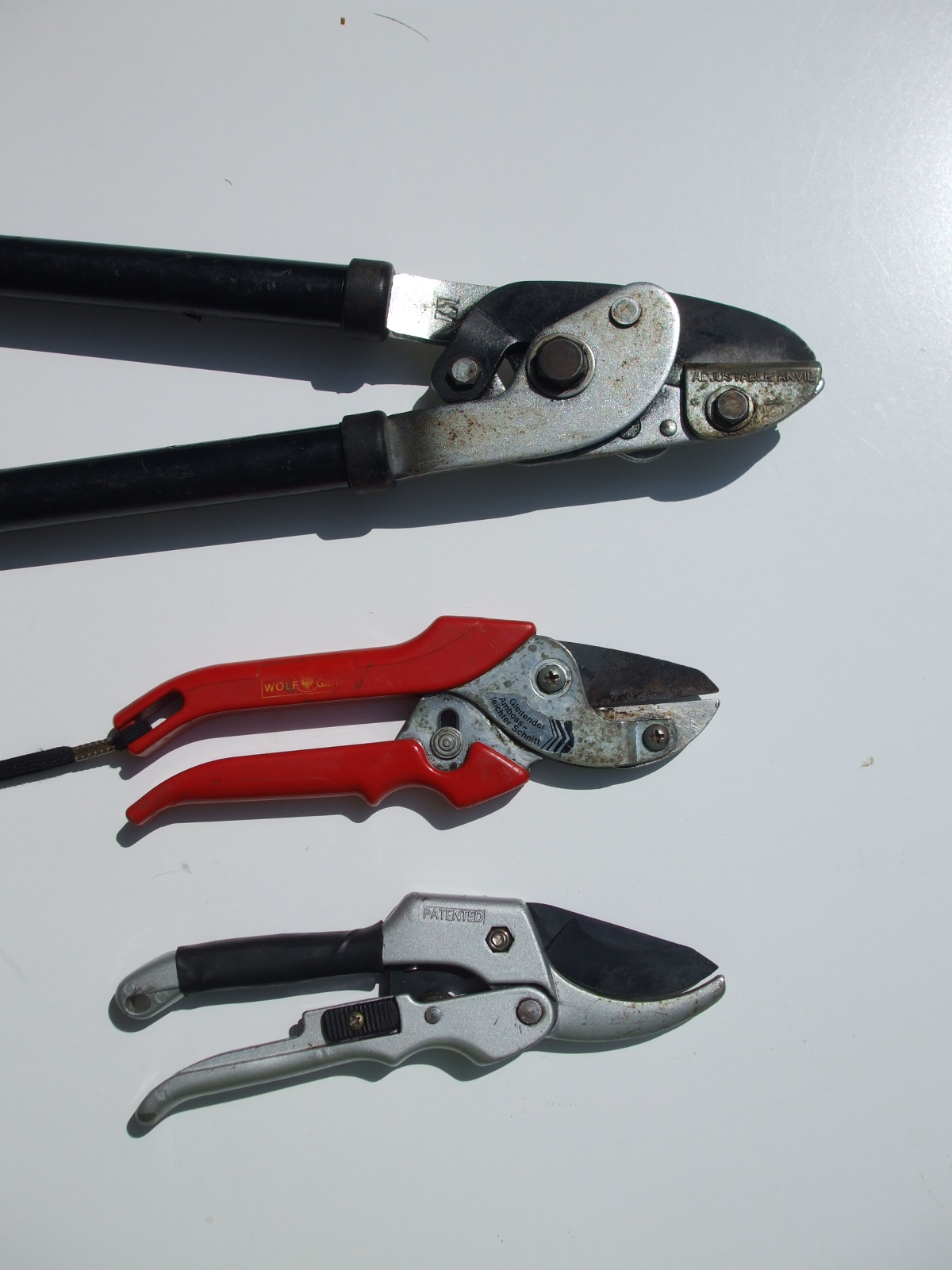
Diverses tisores d'esporgar.

La tisora d'esporgar o podadora de tisora és un eina agrícola i jardinera per a esporgar. És una espècie de tisora prou forta per a tallar les branques petites.
Va ser inventada per Antoine François Bertrand de Molleville, exministre de  Lluís XVI, exiliat per la Revolució Francesa. Va tornar a França el 1815 ja amb el seu invent.
Abans de la invenció de les tisores d'esporgar es feia servir una petita falç modificada anomenada falçó el qual requeria una certa habilitat per al seu ús.
Per esporgar branques molt grosses es fan servir serres manuals o bé motoserres accionades per electricitat o per motors de combustió interna.

## Tipus
- Les tisores d'esporgar consten de dos mànecs units per un eix en moviment amb dues fulles curtes, poden tenir les dues ganivetes esmolades o només una.[1] Generalment una és d'aresta còncava i sense tall i l'altra convexa i amb tall. Tenen les ganivetes corbes per tal de fer talls nets i propers al tronc.
- Les tisores d'esporgar d'enclusa tenen una ganiveta esmolada que pressiona sobre una superfície plana que fa d'enclusa.

- Tisores d'esporgar pneumàtiques.

- Tisores d'esporgar elèctriques.

### Podadores
- Per esporgar zones elevades existeixen unes podadores amb un mànec molt llarg accionades amb un sistema de vareta que s'acciona mitjançant un cordill.
- Les podadores de jardiner (en anglès: loppers) tenen les fulles de tall llargues i proveïdes de mànecs també llargs.

## Galeria

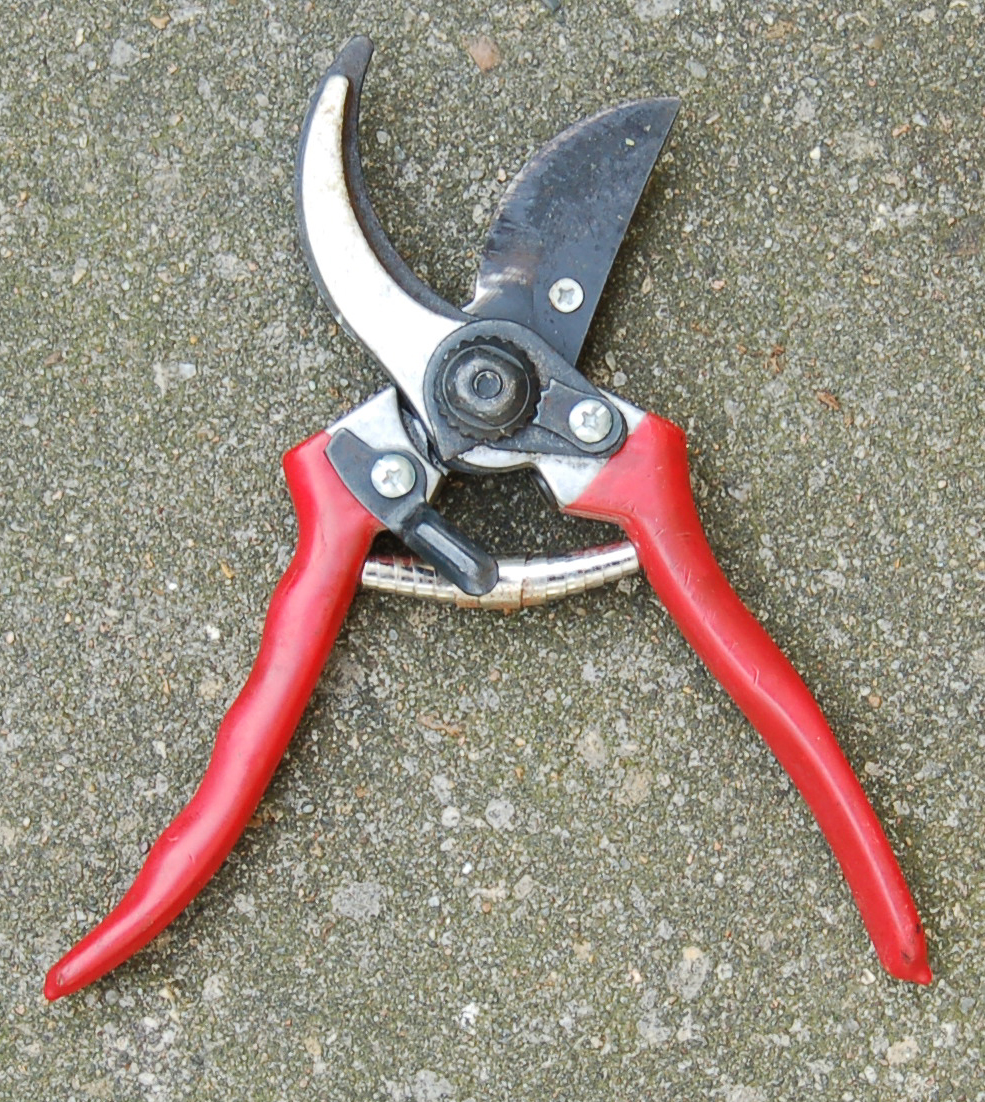
Una tisora d'esporgar oberta
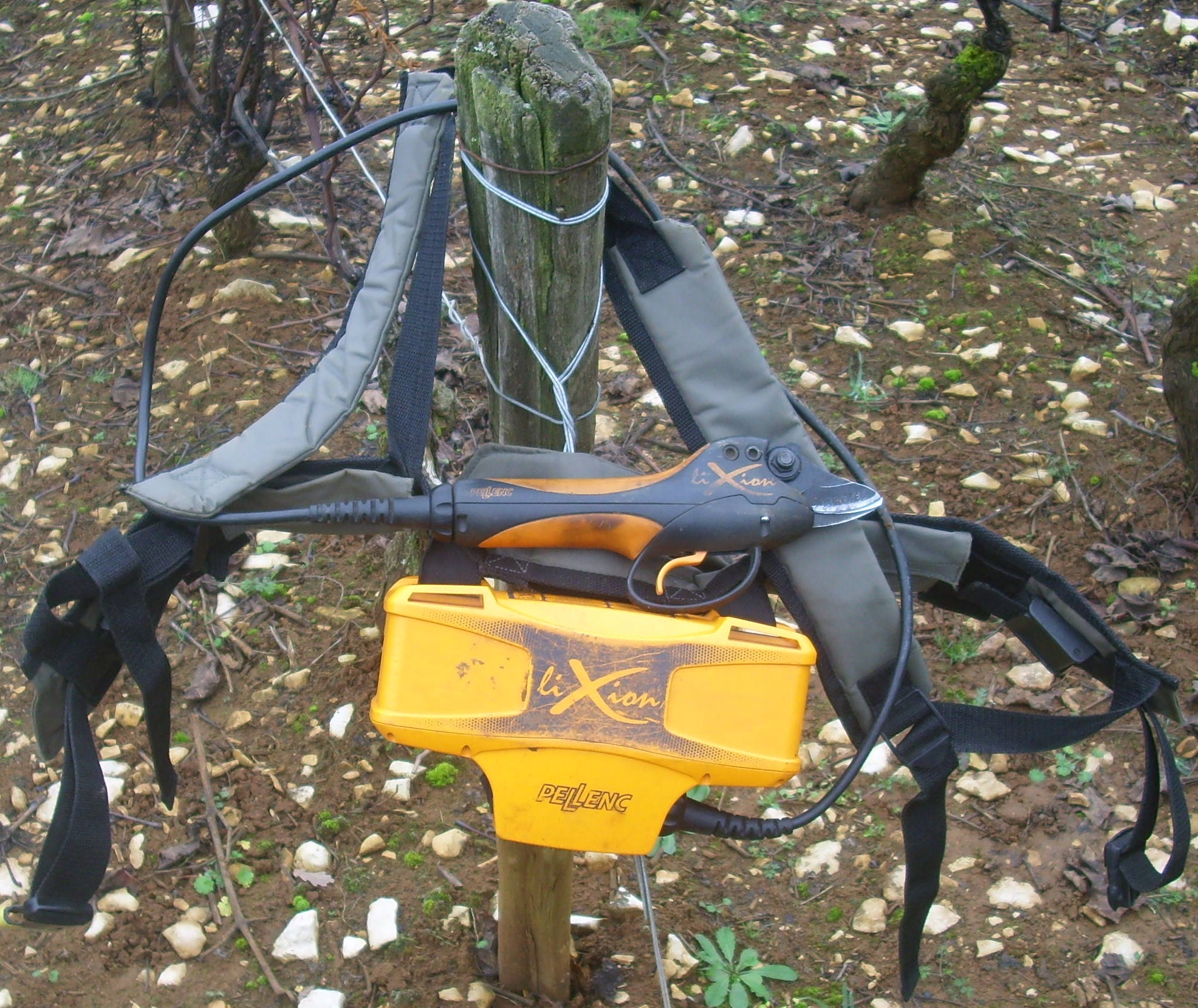
Podadora elèctrica (marca Pellenc)
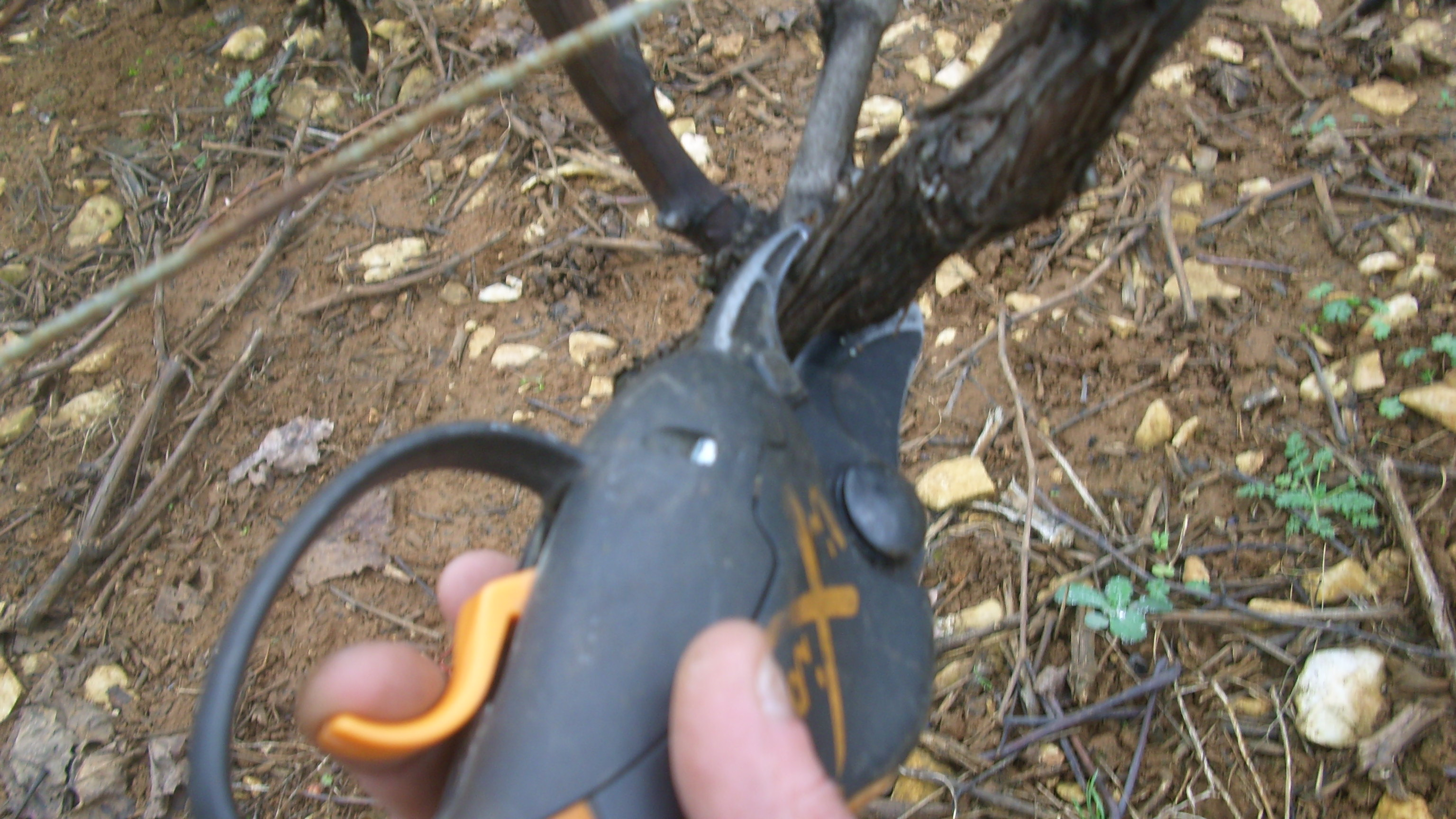
Podadora elèctrica (marca Pellenc)
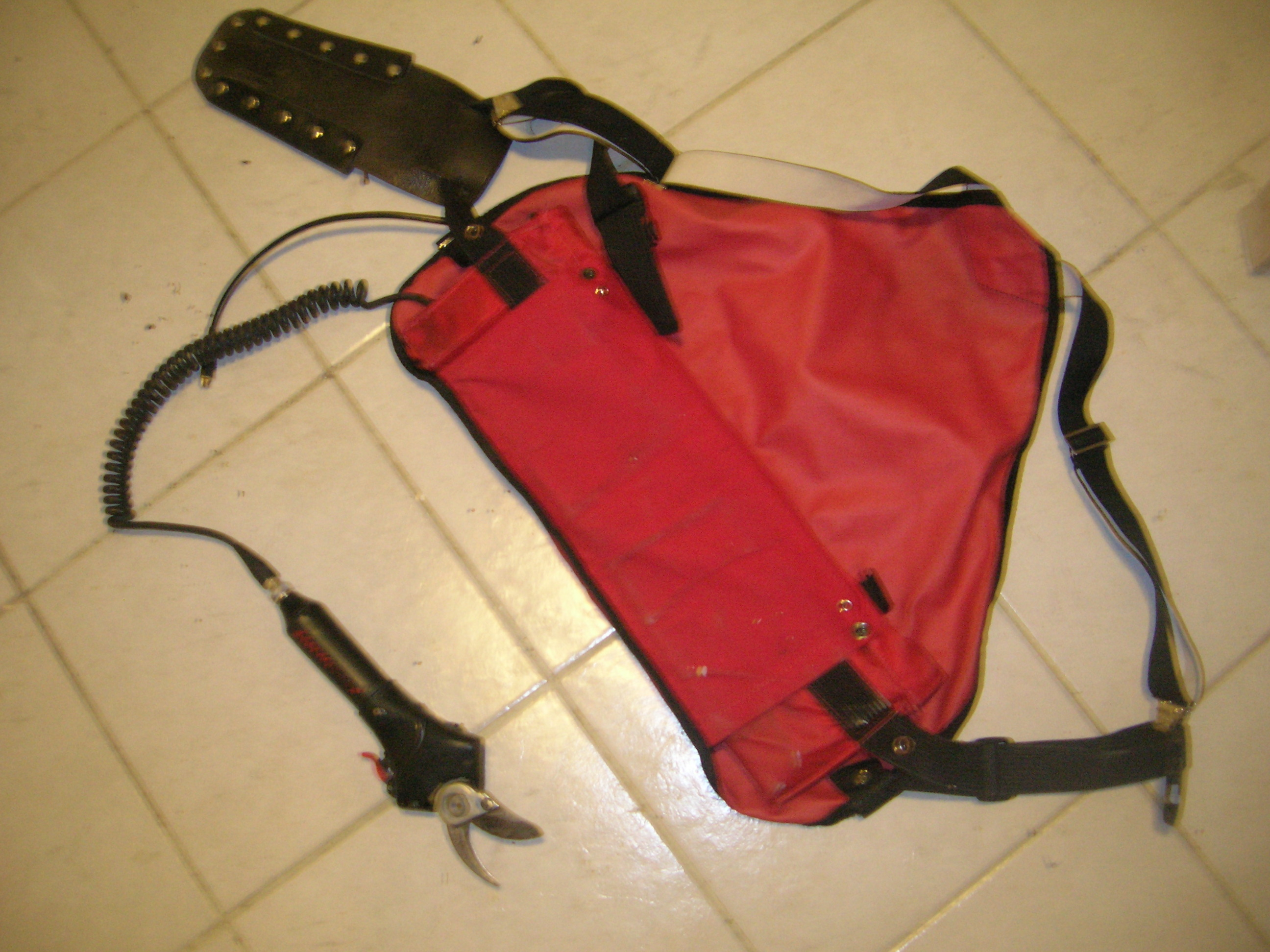
Podadora elèctrica (marca électrocoup)
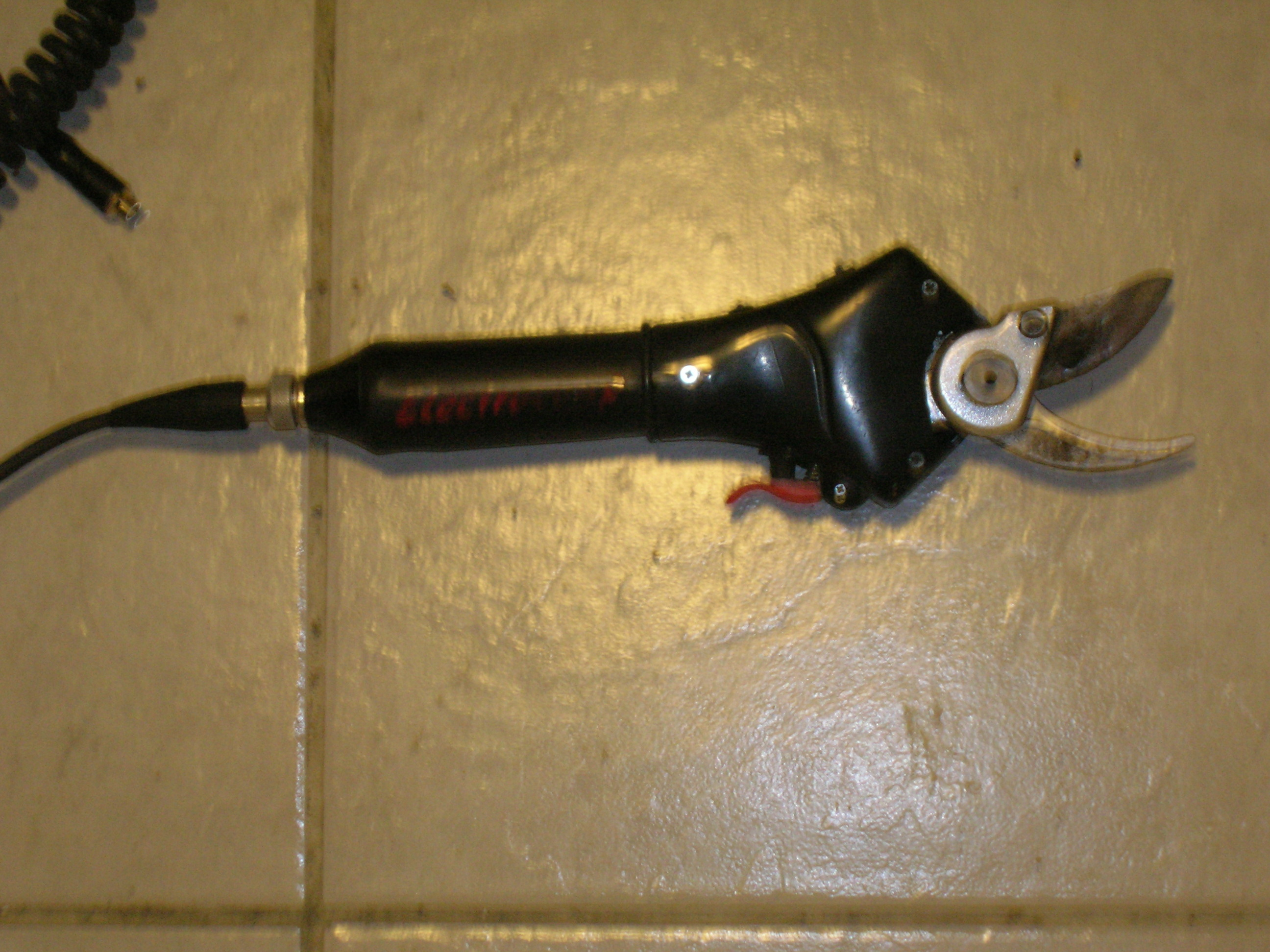
Detall de la podadora (marca électrocoup)